# Agallas (película)
Agallas es una película española de Samuel Martín Mateos y Andrés Luque Pérez

## Argumento
Sebastián, un delincuente de poca monta recién salido de prisión, decide buscar empleo en una pequeña empresa de Galicia, “Isolina, Productos del Mar”. Pero no por vocación desde luego, sino porque algo le dice que el dueño de la empresa, Regueira, no se ha pagado el Jaguar con cangrejos. Mediante una astucia, se hace amigo de un encargado, Raúl, y consigue que le contraten.
Regueira se lo cree sólo a medias, pero comprueba muy rápidamente que aquel joven de dientes mellados tiene agallas y decide convertirlo en su ayudante. Poco a poco, Sebas cambia de aspecto, se gana ropa nueva, nuevos dientes y sobre todo la confianza de su jefe. 
Ahora parece haber llegado a la cumbre - o casi. Pero, Sebastián, tan listo y tan despiadado, ignora que forma parte de un juego que le supera... 

## Comentario
Agallas es una comedia negra llena de picaresca, de trampas mortales y de personajes sin escrúpulos. Aquí todo vale para subir a la cumbre. Todo. Aquí gana el más fuerte. Y el más fuerte es el que tiene más miedo... Cuando uno cree llegar a lo más alto, comprueba que siempre hay alguien más ágil, más ruin, más cruel. Ley de vida. Agallas ilustra esa ley con una historia trepidante llena de humor ácido y de sobresaltos inesperados.

## Candidaturas

### Goya 2010
| Categoría              | intérprete | Autores                           | Resultado |
| ---------------------- | ---------- | --------------------------------- | --------- |
| Mejor canción original | Hugo Silva | X.Font/A.Vaquero/J.Echaniz/JA.Gil | Candidato |